# Franz Erich Müller
Franz Erich Müller (* 21. Februar 1898 in Berlin; † 17. September 1984) war ein deutscher Wirtschaftsjurist und Generaldirektor.

## Leben
Nach dem Abitur am Luisengymnasium in Berlin und der Absolvierung des Heeresdienstes begann Müller ein Studium der Nationalökonomie und der Rechtswissenschaften an den Universitäten Berlin und Würzburg. Diesem schloss sich 1921 die Promotion zum Dr. jur. und Dr. rer. pol. an. 1921 bis 1922 war Müller Revisor bei der Aufsichts- und Revisions AG zu Berlin.
In der Folge übernahm Müller verschiedene Direktorenposten, so z. B. von 1922 bis 1923 Direktor der Ermländischen Revisions- und Treuhand AG in Wormditt und von 1925 bis 1930 Bankdirektor bei der Giro-Zentrale (Kommunalbank) für die Ostmark in Gumbinnen.
Hervorzuheben ist seine Tätigkeit von 1935 bis Kriegsende als Geschäftsführer, Wirtschaftsprüfer und Prüfungsdienstleiter beim Reichsverband der deutschen landwirtschaftlichen Genossenschaften.
Müller war von 1950 bis 1965 Vorstandsvorsitzender des Nürnberger Bund Großeinkaufsverbandes eGmbH. Weitere Funktionen waren die als Präsident des Verbandsausschusses des Deutschen Genossenschaftsverbandes und als stellvertretender Vorsitzender des Zentralverbandes des genossenschaftlichen Groß- und Außenhandels.

## Auszeichnungen
- 1963 Großes Bundesverdienstkreuz